# René de León
René de León (Ciudad de Guatemala; 15 de mayo de 1940-Los Ángeles; 7 de agosto de 2023) fue un futbolista guatemalteco que jugaba como defensa.

## Selección nacional
Formó parte de la selección de Guatemala que ganó el Campeonato de Naciones de la Concacaf en Honduras 1967 y que obtuvo el subcampeonato en Costa Rica 1969. Jugó con su país hasta 1973.

### Participaciones en Campeonatos Concacaf
| Copa                                          | Sede       | Resultado  | Part. | Goles |
| --------------------------------------------- | ---------- | ---------- | ----- | ----- |
| Campeonato de Naciones de la Concacaf de 1967 | Honduras   | Campeón    | 0     | 0     |
| Campeonato de Naciones de la Concacaf de 1969 | Costa Rica | Subcampeón | 5     | 0     |

## Clubes
| Club                      | País      | Año       |
| ------------------------- | --------- | --------- |
| IRCA                      | Guatemala | 1961-1964 |
| Aurora                    | Guatemala | 1964-1974 |
| Comunicaciones (cesión)   | Guatemala | 1972      |
| Universidad de San Carlos | Guatemala | 1974-1975 |

## Palmarés

### Títulos nacionales
| Título                    | Equipo | País      | Año     |
| ------------------------- | ------ | --------- | ------- |
| Liga Nacional             | Aurora | Guatemala | 1964    |
| Liga Nacional             | Aurora | Guatemala | 1966    |
| Liga Nacional             | Aurora | Guatemala | 1967-68 |
| Copa Nacional             | Aurora | Guatemala | 1967-68 |
| Copa Campeón de Campeones | Aurora | Guatemala | 1968    |
| Copa Nacional             | Aurora | Guatemala | 1968-69 |

### Títulos internacionales
| Título                                | Equipo    | Sede     | Año  |
| ------------------------------------- | --------- | -------- | ---- |
| Campeonato de Naciones de la Concacaf | Guatemala | Honduras | 1967 |